# 学位胸章
学位胸章（俄语：Академический нагрудный знак）是俄罗斯帝国和苏联为中等及高等教育机构学位获得者颁发的胸章。

## 历史

### 俄罗斯帝国
学位胸章最早出现在19世纪的俄罗斯帝国。1885年的医学院毕业生胸章为菱形，带有一个蓝色的珐琅十字架，顶部有月桂花环和双头鹰。随后逐步推广到其他专业的毕业生。.
|  |  |  |  |

### 苏联
沙俄的证章制度最初在1917年革命被废除。1940年苏联建立职业学校制度后，制定了中等教育机构学位胸章。中等学位胸章形状为接近菱形的六边型，白边蓝色珐琅中带有苏联国徽和国民经济的代表图案。
1945年9月4日，根据苏联最高苏维埃主席团的法令，制定了国立大学毕业生的高等教育学位胸章。胸章为菱形，覆有蓝色珐琅，边缘为白色，中央带有苏联国徽。根据法令规定，胸章应佩于胸部右侧。1958年12月20日，苏联部长会议第1375号法令规定了其他高等及中等教育机构的胸章。1961年4月8日苏联高等和中专教育部第123号法令建立了统一的苏联学位胸章制度。规定胸章高46mm，宽26mm。
- 综合性大学：蓝色珐琅，仅国徽。
- 技术大学：蓝色珐琅，游标卡尺和锤子。
- 农业大学：绿色珐琅，一捆小麦。
- 师范大学：蓝色珐琅，打开的书。
- 政法、经济、体育大学：浅蓝色珐琅，打开的书。
- 医科大学：红色珐琅，阿斯克勒庇俄斯之杖。
- 艺术大学：深红色珐琅，里拉琴和羽毛笔。
- 军事大学：红色五星和国徽。

|  |  |  |  |  |